# Astragalus bolanderi
Astragalus bolanderi es una  especie de planta herbácea perteneciente a la familia de las leguminosas. Se encuentra en Norteamérica.

## Descripción
Astragalus bolanderi es una hierba perenne erecta, caída, o con tallos rastreros que alcanza un tamaño de hasta 40 centímetros de largo. Los tallos son en su mayoría desnudos, con una capa poco densa de pelos largos y ondulados y unas hojas en las partes superiores. Las hojas miden hasta 16 centímetros de largo y son de forma ovalada muy ampliamente espaciadas, con foliolos  casi en forma de lanza, cada uno de hasta 2 centímetros de largo. El foliolo tiene un nervio central fuerte que termina en la punta. La inflorescencia es un racimo denso de 7 a 18 flores. Cada flor es de entre 1 y 2 centímetros de largo y  de color púrpura-teñido de blanco. El fruto es una vaina inflada y curva de leguminosa de hasta 3 centímetros de largo. Al secarse tiene  una textura como de papel grueso.

## Distribución
Es una planta herbácea perennifolia que se encuentra en Estados Unidos y Canadá.

## Taxonomía
Astragalus bolanderi fue descrita por  A.Gray y publicado en Proceedings of the American Academy of Arts and Sciences 7(2): 337, en el año 1868.
Etimología
Astragalus: nombre genérico derivado del griego clásico άστράγαλος y luego del Latín astrăgălus aplicado ya en la antigüedad, entre otras cosas, a algunas plantas de la familia Fabaceae, debido a la forma cúbica de sus semillas parecidas a un hueso del pie.
bolanderi: epíteto otorgado en honor del recolector de plantas Henry Nicholson Bolander (1831-1897).
Sinonimia
- Astragalus supervacaneus Greene
- Hesperonix bolanderi (A.Gray) Rydb.
- Tragacantha bolanderi (A.Gray) Kuntze[5]